# Xã Darby, Quận Madison, Ohio
Xã Darby (tiếng Anh: Darby Township) là một xã thuộc quận Madison, tiểu bang Ohio, Hoa Kỳ. Năm 2010, dân số của xã này là 4.226 người.